# Rigel (ster)

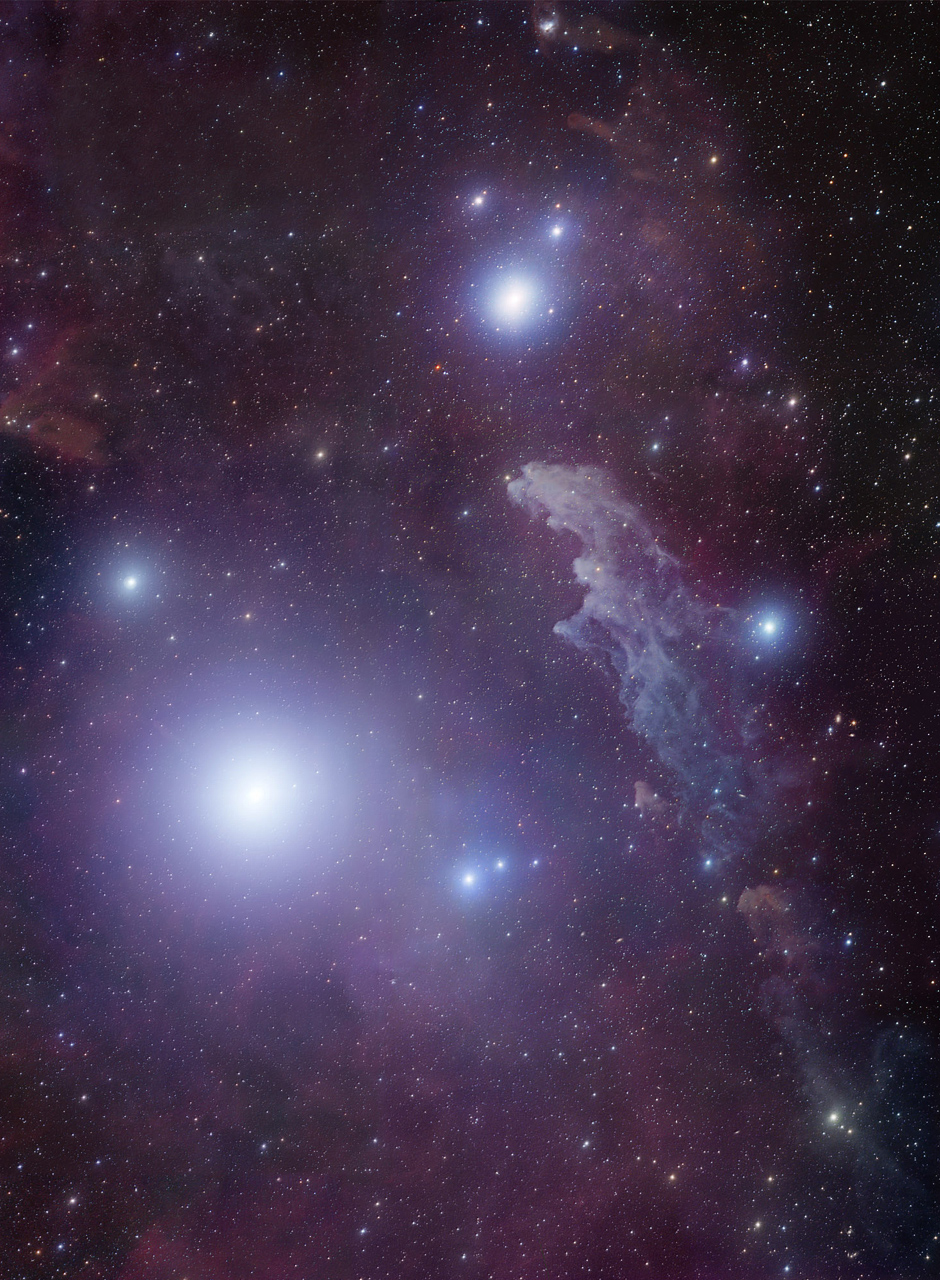
Rigel en NGC 1909

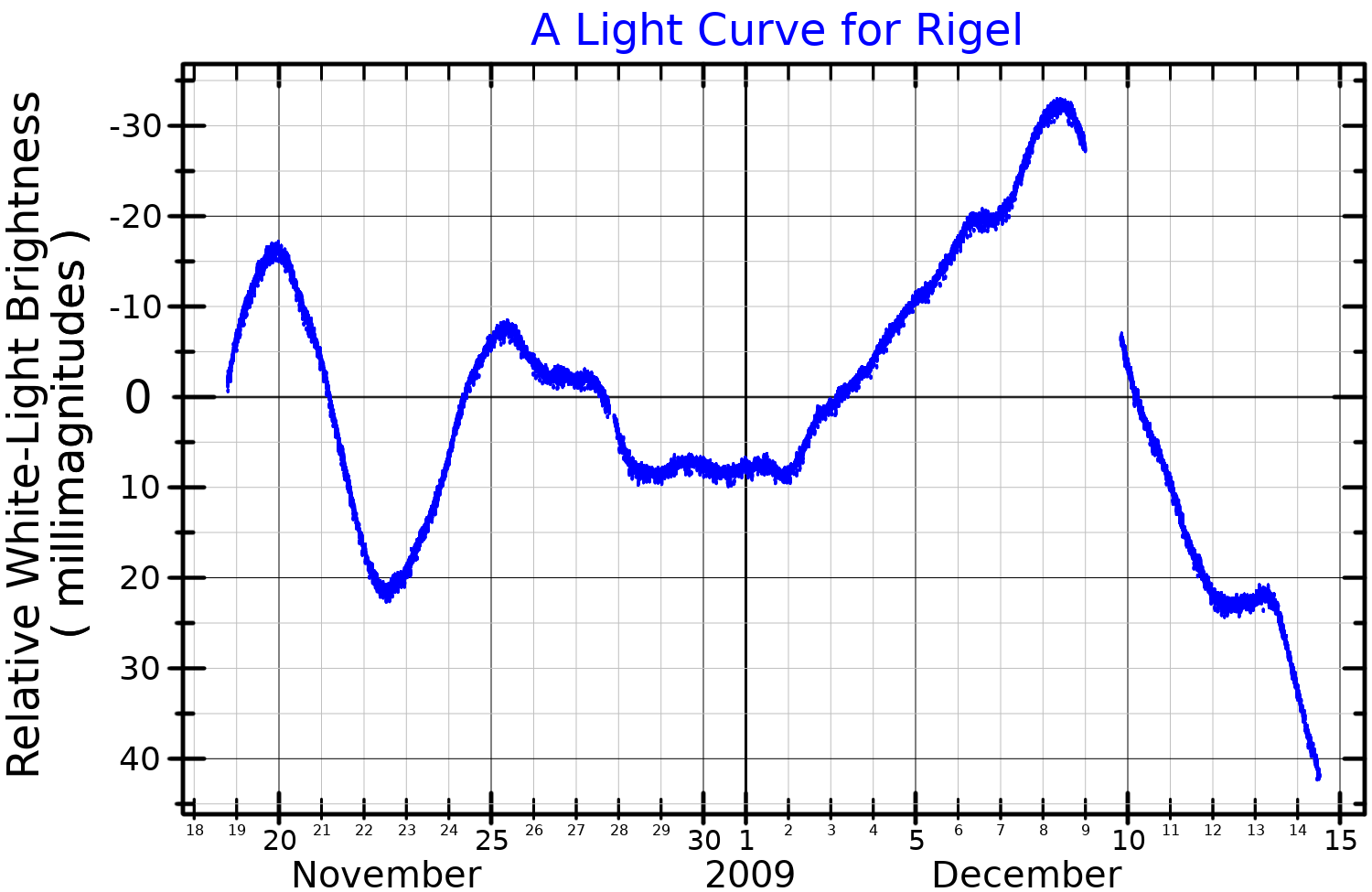
Lichtkromme van Rigel

Rigel (beta Orionis) is vaak de helderste ster in het sterrenbeeld Orion. Betelgeuze (alpha Orionis) is variabel en nog iets helderder op zijn maximale helderheid.
Rigel is een blauwe superreus (spectraalklasse B8Iae) met ongeveer 70 maal de diameter van de Zon. De afstand van Rigel is ongeveer 860 lichtjaar. Zij maakt deel uit van de groep van sterren die de Orion OBI Associatie vormen en waarvan ook de sterren in de gordel van Orion en die rond de Orionnevel deel uitmaken.
De naam Rigel is de oorspronkelijke Arabische naam van het sterrenbeeld Orion. De ster staat ook bekend als Algebar en Elgebar.
Deze ster maakt deel uit van de Winterzeshoek.
Vanuit de Benelux gezien bevindt Rigel zich een graad ten zuiden van de gordel van de geostationaire satellieten. Er kunnen pogingen ondernomen worden om met behulp van telescopen en de gidsster Rigel deze satellieten waar te nemen.